# Beth Mead
Bethany Jane Mead (ur. 9 maja 1995 w Whitby) – angielska piłkarka występująca na pozycji napastniczki w angielskim klubie Arsenal oraz w reprezentacji Anglii. Wychowanka Middlesbrough, w trakcie swojej kariery grała także w Sunderlandzie. Mistrzyni Europy z kadrą Anglii w 2022 roku (turniej za 2021 rok). Królowa strzelczyń tego turnieju wspólnie z Niemką Alexandrą Popp. Podopieczna trenerki Sariny Wiegman-Glotzbach.